# Universidad Tecnológica de Pomerania Occidental
La Universidad Tecnológica de Pomerania Occidental (en polaco Zachodniopomorski Uniwersytet Technologiczny w Szczecinie, con el acrónimo ZUT) es una de las universidades tecnológicas de Polonia, ubicada en Szczecin. La universidad fue establecida el 1 de enero de 2009 a través de la fusión de dos instituciones académicas, la Universidad Tecnológica de Szczecin (en polaco, Politechnika Szczecińska) y la Universidad Agrícola de Szczecin (en polaco, Akademia Rolnicza w Szczecinie).

## Facultades
- Facultad de Ingeniería Química.
- Facultad de Ingeniería Civil y Arquitectura.
- Facultad de Ciencia de la Computación y Tecnología Informática.
- Facultad de Ingeniería Eléctrica.
- Facultad de Tecnología Marítima
- Facultad de Ingeniería Mecánica
- Facultad de Biotecnología
- Facultad de Economía
- Facultad de Agricultura
- Facultad de Tecnología de Alimentos y Pesca